# Отре-ле-Ве
Отре́-ле-Ве (фр. Autrey-le-Vay) — коммуна во Франции, находится в регионе Франш-Конте. Департамент — Верхняя Сона. Входит в состав кантона Виллерсексель. Округ коммуны — Люр.
Код INSEE коммуны — 70042.

## География
Коммуна расположена приблизительно в 340 км к юго-востоку от Парижа, в 45 км северо-восточнее Безансона, в 21 км к юго-востоку от Везуля.
На востоке коммуны протекает река Оньон.

## Население
Население коммуны на 2010 год составляло 71 человек.
| 1962 | 1968 | 1975 | 1982 | 1990 | 1999 | 2010 |
| ---- | ---- | ---- | ---- | ---- | ---- | ---- |
| 68   | 77   | 56   | 70   | 69   | 69   | 71   |

## Администрация
| Период | Период | Фамилия        | Партия | Примечания |
| ------ | ------ | -------------- | ------ | ---------- |
| 2001   | 2008   | Даниель Перрон |        |            |
| 2008   | 2014   | Шарль Гране    |        |            |

## Экономика

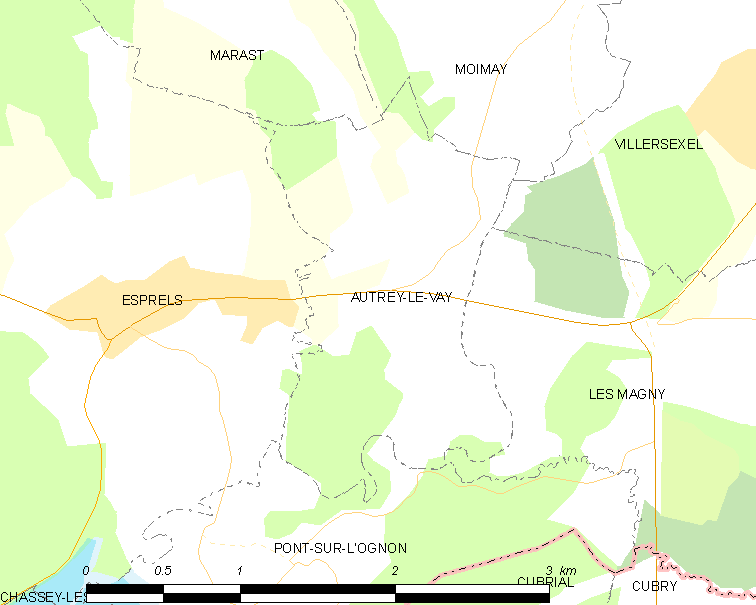
Карта коммуны

В 2010 году среди 45 человек трудоспособного возраста (15—64 лет) 36 были экономически активными, 9 — неактивными (показатель активности — 80,0 %, в 1999 году было 57,4 %). Из 36 активных жителей работали 33 человека (15 мужчин и 18 женщин), безработных было 3 (3 мужчины и 0 женщин). Среди 9 неактивных 1 человек был учеником или студентом, 5 — пенсионерами, 3 были неактивными по другим причинам.